# مير أحمدي (حومة بم)
میر أحمدي (بالفارسية: میراحمدی) هي قرية تقع في إيران في منطقة مركزية ريفية.